# Leite achocolatado

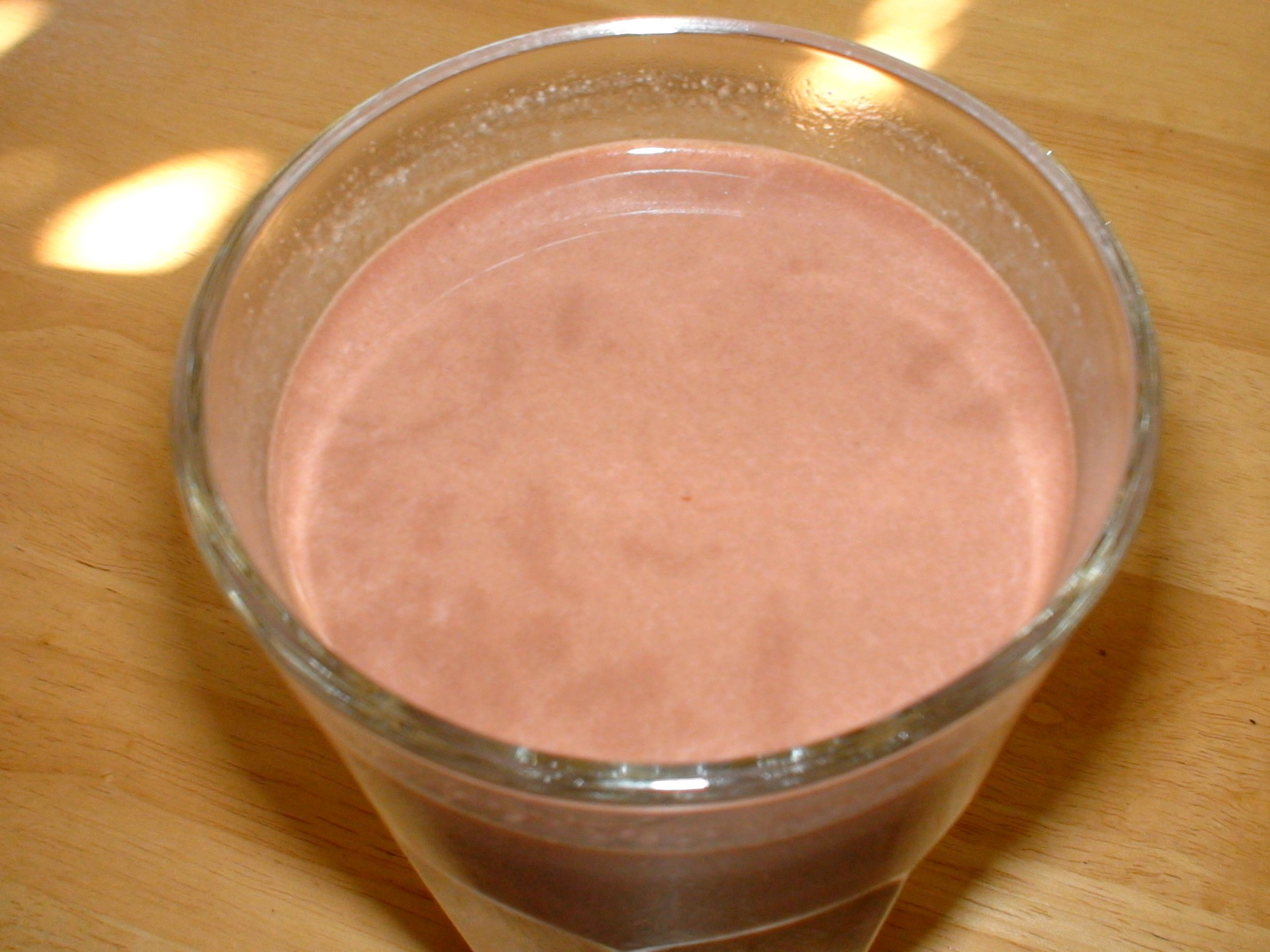
Copo com leite achocolatado

Leite achocolatado, achocolatado, leite de chocolate e leite com chocolate são nomes comuns à mistura do leite (coalhado ou não) com chocolate.
A bebida láctea não é o mesmo produto que o iogurte, pois na bebida láctea pode-se adicionar o soro do queijo. Já no iogurte não encontramos essa composição, logo este, sua base é composta somente por leite. De acordo com a legislação brasileira vigente, para a denominação de bebida láctea, deve-se ter no máximo 49% de adição de soro de queijo no leite e 51% de leite. A bebida láctea é largamente comercializada na Europa, onde tem-se uma grande fabricação de queijos.
No Brasil, Toddy e Nescau são as marcas de achocolatados mais populares, ambas de achocolatado em pó para ser dissolvido no leite.
Achocolatado também pode se referir a uma mistura ou qualquer outro produto contendo chocolate como uma minoria, misturado ao leite para virar leite achocolatado, muitas vezes apresentado como um pó. A composição geral do achocolatado em pó é de 70% de Sacarose e 30% de cacau sendo que não contém leite em pó por questões de conservação. Também pode conter vários outros ingredientes, entre eles, glicose, extrato de malte, vitaminas e sais minerais como suplementação.